# 李凤彪
李凤彪（1959年10月—），河北安新人。男，汉族。国防大学战略学专业毕业。中国人民解放军上将军衔。中共第十九届、第二十届中央委员。中国人民解放军西部战区政治委员。

## 生平
19岁（1978年春）入伍，历任战士、班长、排长，连长、团机关参谋。2005年，出任空降兵第44师师长，曾多次立功，2006年被评为首届全军“优秀指挥军官”；2007年，出任中国人民解放军空降兵第15军参谋长。2008年四川汶川大地震发生后，李凤彪率特种营救小分队赴绵竹参与抗震救灾，救出数名被围困多日的矿工，并在当年晋升少将军衔。2011年7月，李凤彪接替升任南京军区空军副司令员的姚恒斌，出任第15军军长。2013年，当选第十二届全国人民代表大会解放军代表。2014年12月，升任成都军区副司令员。2016年1月，任新成立的中国人民解放军中部战区副司令员兼参谋长。2019年4月，升任中国人民解放军战略支援部队司令员。2021年7月23日，转任西部战区政治委员。
2016年7月，晋升中国人民解放军中将军衔。2019年12月，晋升中国人民解放军上将军衔。